# Tomahawk

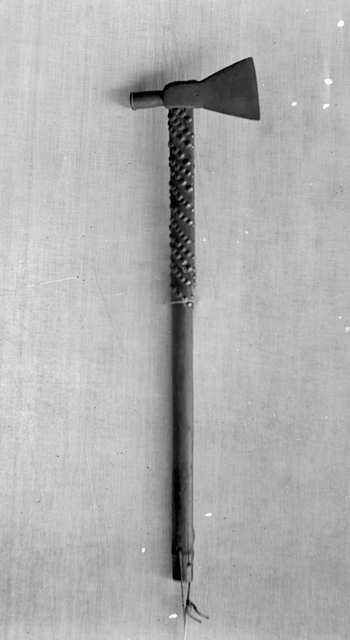
Tomahawk

Il tomahawk è un'arma bianca, nota per essere l'ascia da battaglia (termine improprio in quanto il tomahawk è, in realtà, un'accetta) dei nativi americani. Utilizzata anche dai coloni europei, si prestava anche ad essere lanciata. Il nome, che deriva dai termini tamahak, tamahakan o otomahuk ("abbattere"), è la traslitterazione in inglese del termine utilizzato dagli Algonchini della Virginia.
Il lancio di Tomahawk viene praticato in Nordamerica durante rievocazioni storiche del periodo coloniale.

## Storia
Originariamente, la testa del tomahawk era di pietra ma, con l'arrivo degli europei, furono utilizzati esclusivamente ferro o ottone.
Le teste metalliche si basavano su accette in uso sulle imbarcazioni della Royal Navy, che i coloni usavano come merce di scambio con i Nativi americani; la forma di questa ascia utilizzata in Gran Bretagna risale alle invasioni dei Vichinghi. Nei territori colonizzati dai francesi, invece, i tomahawk metallici assunsero forme simili alle asce di tipo francisca usate in Francia.
Una versione moderna del tomahawk, sviluppata dall'ex US Marine Peter LaGana, venne usata dall'esercito americano durante la guerra del Vietnam come arma per il combattimento corpo a corpo.

## Caratteristiche
Quest'arma era caratterizzata e si contraddistingueva per:
- il manico dei tomahawk, che era solitamente lungo meno di 60 centimetri e realizzato in legno di Carya[2][4];
- la testa aveva un peso variante dai 250 ai 550 grammi circa, con una lama non più lunga di 10 centimetri; all'estremità opposta alla lama poteva esserci un piccolo martello o una punta. Le teste in pietra erano realizzate in pietra saponaria[2][3][4], ed alcuni esemplari utilizzati in rituali erano scolpiti.

### Varianti
Gli europei realizzarono alcuni esemplari in pietra ed in metallo con il manico cavo ed una pipa integrata nella testa per potervi fumare tabacco - una descrizione di questo tipo di tomahawk si trova nel romanzo Moby Dick di H. Melville; si tratta dell'arma del (buon) selvaggio Queequeg. Questi oggetti particolari venivano commerciati con i Nativi o scambiati in trattative diplomatiche ed avevano un valore simbolico, da un lato vi era l'ascia simbolo di guerra, dall'altro una sorta di calumet, la pipa della pace.